# Dodéo
Dodéo (ou Dodo) est un village de la commune de Mayo-Baléo situé dans la région de l'Adamaoua et le département du Faro-et-Déo au Cameroun, à la frontière avec le Nigeria.

## Population
En 1971, Dodéo comptait 628 habitants, principalement des Peuls.
C'est l'une des quelques localités camerounaises où l'on parle le ndoola, une langue mambiloïde, surtout parlée au Nigeria, mais en voie de disparition au Cameroun. Une étude de 2014 n'y a identifié que trois locuteurs, tous âgés de plus de 80 ans.